# XO-5b
إكس أو-5 ب (بالإنجليزية: XO-5b)‏ هو كوكب خارج المجموعة الشمسية يبعد قرابة 850 سنة ضوئية في كوكبة الوشق. اكتشف الكوكب بطريقة عبور الكوكب باستخدام تلسكوب إكس أو في مايو 2008. ويزيد كلًا من كتلته ونصف قطره قليلًا على كتلة ونصف قطر كوكب المشتري. ويدور الكوكب قريبًا جدًا من نجمه ذي التصنيف G، مما يجعله يصنف كمشتري حار. ويلزم الكوكب 4.188 يومًا (أو 100.5 ساعة) فقط ليتمّ دورته حول نجمه في دورة قدرها 0.0488 وحدة فلكية).

## وصلات خارجية
- "XO-5". Exoplanets. مؤرشف من الأصل في 2016-11-30. اطلع عليه بتاريخ 2008-08-06.